# Михай Храбрый (фильм)
«Михай Храбрый» (рум. Mihai Viteazul) — двухсерийный художественный фильм режиссёра Серджиу Николаеску. Военно-историческая драма времён конца XVI века, биография полководца и господаря Валахии Михая Храброго. Продвигаемый в международном прокате американской компанией Columbia Pictures под названием «Последний крестовый поход» (англ. The Last Crusade), фильм до сегодняшнего дня остаётся одним из самых известных и популярных румынских фильмов в мире.

## Сюжет
Фильм является художественным произведением и не полностью соответствует фактам современной исторической науки.

### Часть первая. «Кэлугэрени».
Князь Михай (Пелля) из династии Басарабы одержим идеей объединения своих земель и освобождения их от владычества Османской империи. Он берёт кредиты у купцов Генуэзской республики и на эти средства подкупает приближённых турецкого султана Мурада III (Рауту), который дарует ему титул господаря Валахии (1593 год). Бывший наместник Александру, при этом по приказу султана задушен. Через год Михай собирает совет всех князей своего государства. Некоторые из них ропщут: господарь не только не возвращает старые долги, но и требует новых денег на формирование армии. В это же время прибывают послы султана под предводительством Селима-паши (Николаеску) с требованием очередной дани. Михай задаёт прямой вопрос: кто из дворян готов ждать выплат во имя своей родины? Многие отказываются от требования долгов. Остальные, вместе с турецкими посланниками, приглашены в одно из зданий дворца для немедленной расплаты, где по условленному знаку господаря их запирают и сжигают заживо. Вырваться из огня позволяют только Селиму-паше — старому знакомому Михая. Мурад III высылает на усмирение взбунтовавшегося вассала армию, но Михай Храбрый разбивает её и выходит к берегам Чёрного моря.
Дальнейшая борьба с основными силами Османской империи представляется невозможной, господарю нужны силы и финансы других христианских держав. Он обращается с предложением о союзе к молодому князю Трансильвании Жигмонду Батори, который скоро должен жениться на одной из наследниц монаршей династии Габсбургов. Тот согласен на заключение дружественного договора только на основе вассальной зависимости Михая под покровительством княжества Трансильвания. В надежде на военную помощь господарь Валахии принимает условия и подписывает договор (1594 год).
23 августа 1595 года Михай Храбрый, так и не дождавшись помощи от Батори, вынужден своим небольшим войском (16 тысяч человек) противостоять в битве при Кэлугэрени стотысячной турецкой армии под предводительством Синан-паши (Секэряну). Благодаря мужеству румынских воинов и полководческой прозорливости Михая была одержана важная тактическая победа в Тринадцатилетней войне.

### Часть вторая. «Союз».
Жигмонд Батори, полагая, что силы противника ослаблены, вступил с ним в сражение, известное как Керестецкая битва (24—26 октября 1596 год). На его стороне были рыцари нескольких стран антиосманской коалиции, но войско Михая Храброго он не призвал. Спустя некоторое время в лагерь валахов, разочарованных своим неучастием в битве, в качестве посла прибывает Селим-паша и сообщает, что трансильванское войско разбито, Жигмонд отрёкся от престола, а место правителя занял его брат Андраш Батори (Ковач). Император Священной Римской империи Рудольф II (Рогалчи) решает завладеть Трансильванией и заранее обещает владычество в ней своему генералу Джорджо Баста (Шеффер).
В 1599 году войско Михая Храброго вступает в сражение с полками Андраша Батори, занявшего предательскую протурецкую позицию, и наголову их разбивает (28 октября 1599 года). Народ Трансильвании с восторгом встречает нового правителя. Подоспевшие войска генерала Джорджо Басты вынуждены смириться со свершившимся союзом Валахии и Трансильвании. В мае следующего (1600) года Михай Храбрый выступил против господаря Молдавского княжества Иеремии Могилы. При сближении с валашскими войсками молдаване подняли восстание и перешли на их сторону. До сражения дело не дошло. По православному канону Михая коронуют на царство в союзе трёх Дунайских княжествах — ранее независимых государствах. Конец успехам господаря кладёт Речь Посполитая. Она вводит крупные силы в Молдавское княжество, легко побеждает войско Михая Храброго и изгоняет его с этих территорий. К февралю 1601 года трансильванское дворянство изменило коронованному правителю и вновь выбрала на царство Жигмонда Батори. Михай обращается за помощью к императору Рудольфу II. Тот финансирует армию своего союзника на миллион леев, но даёт ему в сопровождение генерала Басту. Войска Михая 3 августа 1601 года разбивают армию Батори. Спустя неделю после завершения этой миссии господарь Валахии Михай Храбрый погибает в результате заговора, спланированного генералом Бастой.

## В ролях
- Амза Пелля — Михай Храбрый (дублирует Владимир Дружников)
- Коля Рэуту  — Мурад III (дублирует Михаил Глузский)
- Серджу Николаеску — Селим-паша (дублирует Артем Карапетян)
- Йон Бесою — Жигмонд Батори (дублирует Владимир Ивашов)
- Николае Секэряну — Синан-паша
- Дьёрдь Ковач — Андраш Батори (дублирует Алексей Алексеев)
- Аурел Рогалски — император Рудольф II (дублирует Олег Мокшанцев)
- Эммерих Шеффер — генерал Джорджо Баста (дублирует Феликс Яворский)
- Ольга Тудораке — мать Михая Храброго
- Ирина Гэрдеску — графиня Россана Вивентини
- Иоана Булкэ — Станка, жена Михая
- Иларион Чобану — Строе Бузеску
- Септимиу Север — Раду Бузеску (дублирует Владимир Ферапонтов)
- Флорин Пьерсик — Преда Бузеску
- Клара Шебёк — Мария Кристина де Грац
- Мирча Албулеску — отец Стойке
- Валерия Гаджалов
- Николае Бранкомир  — Филимон, молдавский боярин
- Георге Козорич – читает текст

## Награды и номинации
- 1971 год — номинация на Золотой приз VII Московского кинофестиваля

## Критика
Чешский журналист и кинокритик Антонин Лим считает, что «Даки» и «Михай Храбрый» являются наиболее значительными фильмами Серджиу Николаеску и относятся к категории «суперпостановок» Румынии социалистического периода. Российский киновед и культуролог Кирилл Разлогов так отзывается об этих фильмах: «роскошные постановки Серджиу Николаеску трактовали проблематику отдалённых веков как своеобразную предысторию, обосновывавшую особое положение Румынии как части цивилизации Древнего Рима».

## Дополнительные факты
- Первоначально фильм планировался как совместный проект с американской студией Columbia Pictures. В нём могли принять участие Чарлтон Хестон, Орсон Уэллс (в роли императора Рудольфа II), Лоуренс Харви (турецкий султан Мурад III), Ричард Бертон (Жигмонд Батори), Элизабет Тейлор (его жена), Кирк Дуглас (Михай Храбрый). Однако вскоре лично Николае Чаушеску заявил, что это будет исключительно румынская картина. В распоряжение режиссёра были предоставлены 5 000 солдат румынской армии и относительная свобода воплощения творческих планов[1].
- Бюджет картины составил эквивалент 500 тысяч долларов США[4], в то время как американская сторона предлагала 4 миллиона[5].
- В 2010 году фильм поднимался до 3 места в рейтинге лучших исторических картин по версии IMDb[4].